# Joel Ângelo Couto Ferreiro Vital
Joel Ângelo Couto Ferreiro Vital, hay Joel (sinh ngày 7 tháng 12 năm 1987) là một cầu thủ bóng đá người Bồ Đào Nha thi đấu cho Sporting Covilhã.

## Sự nghiệp câu lạc bộ
Anh ra mắt chuyên nghiệp tại Giải bóng đá hạng nhất quốc gia Bồ Đào Nha cho Sporting Covilhã vào ngày 11 tháng 8 năm 2013 trong trận đấu trước Marítimo B.